# U 631 (Kriegsmarine)
De U 631 was een VIIC-type U-boot van de Duitse Kriegsmarine tijdens de Tweede Wereldoorlog. De U 631 stond onder bevel van Oberleutnant Jürgen Krüger. De U-boot nam deel aan de aanvallen op konvooien HX-229 en SC-122 tussen 16 en 20 maart 1943.

## Geschiedenis
De U 631 bracht het Nederlandse stoomschip Terkoelei tot zinken bij de aanval op konvooi SC-122. Op 20 maart werd de U 631 samen met de U 441 verrast en met dieptebommen aangevallen toen ze het konvooi bleven volgen, nadat terugtrekking bevolen was. Ze moesten beide met ernstige schade naar hun bases terugkeren. 
In totaal bracht de U 631 vanaf 1 januari 1943 tot 17 oktober 1943 twee schepen met een gezamenlijke tonnenmaat van 9.136 Brt tot zinken.

## Ondergang
De U 631 ging ten onder in het noorden van de Atlantische Oceaan, in positie 58° 13′ 0″ NB, 32° 29′ 0″ WL door dieptebommen van het Britse korvet HMS Sunflower. Alle 54 manschappen, waaronder Jürgen Krüger, kwamen hierbij om.